# اشچینیتک، دوژی
اشچینیتک، دوژی (به لاتین: Trzciniec Duży) یک منطقهٔ مسکونی در لهستان است که در Gmina Kosów Lacki واقع شده‌است.